# Damen Bell-Holter
Damen Bell-Holter (Hydaburg, 13 aprile 1990) è un ex cestista statunitense, professionista in NBDL e in Europa.